# Liste der Bodendenkmale in Paulinenaue
Die Liste der Bodendenkmale in Paulinenaue enthält alle Bodendenkmale der brandenburgischen Gemeinde Paulinenaue und ihrer Ortsteile auf der Grundlage der Landesdenkmalliste vom 31. Dezember 2020.
Die Baudenkmale sind in der Liste der Baudenkmale in Paulinenaue aufgeführt.
| Gemarkung        | Flur | Kurzansprache | Bodendenkmalnummer | Bemerkung | Bild |
| ---------------- | ---- | --- | ------------------ | --------- | ---- |
| Selbelang (Lage) | 3    | Siedlung slawisches Mittelalter, Einzelfund Steinzeit, Einzelfund deutsches Mittelalter | 50111              |           |      |
| Selbelang (Lage) | 2, 3 | Einzelfund slawisches Mittelalter, Einzelfund Eisenzeit, Einzelfund Bronzezeit, Siedlung Urgeschichte, Friedhof Neuzeit, Dorfkern deutsches Mittelalter, Kirche Neuzeit, Dorfkern Neuzeit, Einzelfund Neolithikum, Einzelfund römische Kaiserzeit, Kirche deutsches Mittelalter | 51055              |           |      |
| Selbelang (Lage) | 3    | Siedlung Neolithikum, Siedlung Bronzezeit, Siedlung römische Kaiserzeit, Siedlung slawisches Mittelalter, Einzelfund Eisenzeit, Einzelfund deutsches Mittelalter | 51104              |           |      |
| Selbelang (Lage) | 6    | Siedlung Neolithikum, Einzelfund Neuzeit, Siedlung Urgeschichte, Einzelfund deutsches Mittelalter | 51105              |           |      |